# Sadie Hauache
Sadie Rodrigues Hauache (Itacoatiara, 1 de fevereiro de 1932) é uma empresária, jornalista e política brasileira que foi deputada federal pelo Amazonas.

## Biografia
Filha de Abdul Razac Hauache e de Joaquina Rodrigues Hauache. Bacharel em Comunicação Social pela Universidade Federal do Amazonas em 1973, foi proprietária da TV Ajuricaba que retransmitiu a programação da Rede Globo de 1970 a 1986 quando vendeu a estação.
Ligada à comunidade árabe-brasileira foi candidata a senadora por uma sublegenda do PDS em 1982 numa disputa onde os candidatos do PMDB garantiram a vitória de Fábio Lucena. Com o advento da Nova República após a eleição de Tancredo Neves em 1985, ingressou no PFL e foi eleita deputada federal em 1986 participando da Assembleia Nacional Constituinte que elaborou a Constituição de 1988.
Candidata a reeleição em 1990 não obteve êxito e afastou-se da política até filiar-se ao PSDB e disputar, de novo sem sucesso, um mandato de deputada federal em 2002.
Em 1992 inaugurou a antiga TV Manaus, na época afiliada à RecordTV, sendo que em 2007 repassou parte das ações para o empresário Otávio Raman Neves, que em setembro daquele ano mudou o nome da emissora para TV Em Tempo, dessa vez afiliada ao Sistema Brasileiro de Televisão, na qual se mantém como conselheira de assuntos administrativos pertinentes à emissora.